# Epischnia asteris
Epischnia asteris is een vlinder uit de familie snuitmotten (Pyralidae). De wetenschappelijke naam is voor het eerst geldig gepubliceerd in 1870 door Staudinger.
De soort komt voor in Europa.